# Eremogone davisii
Eremogone davisii är en nejlikväxtart som först beskrevs av Mcneill, och fick sitt nu gällande namn av J. Holub. Eremogone davisii ingår i släktet Eremogone och familjen nejlikväxter. Inga underarter finns listade i Catalogue of Life.